# دانيال جيرارد
دانيال جيرارد (بالإنجليزية: Danielle Girard)‏ (1970، بالو ألتو في الولايات المتحدة)؛ روائية أمريكية.